# Лудвиг Август фон Щутерхайм
Лудвиг Август фон Щутерхайм (на немски: Ludwig August Wilhelm von Stutterheim; ** 4 юни 1751 в Кошалин в Померания; † 13 октомври 1826 в Кьонигсберг в Прусия) е пруски генерал на пехотата.
Той е големият син на пруския генерал-лейтенант Йоахим Фридрих фон Щутерхайм (1715 – 1783) и съпругата му София Тереза фон Летов († 1807). Брат е на Ото Георг фон Щутерхайм (* 1752; † 1 октомври 1817, Щутерхайм).
Лудвиг Август фон Щутерхайм влиза на 4 февруари 1763 г. в пруската армия в сухопътния регимент „фон Щутерхайм“ Нр. 30, на който баща му е шеф. Там на 3 януари 1770 г. е повишен на секонде-лейтенант. На 29 юни 1773 г. той е преместен в сухопътния регимент „фон Лук“ Нр. 53 и на 10 юни 1776 г. става щабен-капитан и на 1 юли 1778 г. шеф на компания. Като такъв той участва във Войната за баварското наследство в Бохемия и Силезия.
На 2 април 1789 г. той е преместен в сухопътния регимент „фон Кошембар“ Нр. 55 и на 4 юли 1790 г. е повишен на майор. Той се бие 1794 г. във войната против въстаниците в Полша. На 29 август 1794 г. той получава ордена Pour le Mérite.
През Войната от 1806/07 против Франция той е извънредно повишен на генерал-майор на 8 март 1807 г. След войната той е член на разследващата комисия. Крал Фридрих Вилхелм III го награждава на 9 юли 1809 г. с „Ордена Червен орел“ 1. класа.
На 11 декември 1809 г. той става губернатор на Кьонигсберг. На 30 март 1824 г. той е повишен на генерал на инфантерията. Той получава Орден Черен орел и се пенсионира на 13 юни 1825 г. Той умира на 13 октомври 1826 г. в Кьонигсберг.

## Фамилия
Лудвиг Август фон Щутерхайм се жени 1784 г. за Луиза Шарлота Албертина Юлиана фон Ингерслебен (1765 – 1869), дъщеря на генерал-майор Карл Лудвиг фон Ингерслебен (1709 – 1781) и Амалия Луиза фон Вусов, вдовица на фон Вите.
Той осиновява своя адютант и племенник, фрайхер Леополд фон Шрьотер (1791 – 1855), тогава кралски пруски премиер-лейтенант в „1. Лайб-Хузарен-Регимент“.